# 요한 프리드리히 슈트루엔제
요한 프리드리히 슈트루엔제(독일어: Johann Friedrich Struensee, 1742년 5월 17일 ~ 1775년 12월 31일)는 독일의 의사, 정치인이다. 덴마크의 크리스티안 7세 국왕 시대에는 주치의, 대신, 사실상의 섭정 역할을 수행했다.

## 생애 초반
프로이센 왕국의 지배를 받고 있던 할레에서 경건주의 신학자인 아담 슈트루엔제(Adam Struensee)의 여섯 자녀 가운데 셋째 아들로 태어났다. 1752년 8월 5일에 할레 대학교에 입학하면서 의학을 전공했고 1757년 12월 12일에 의학박사 학위를 받으면서 졸업했다. 계몽주의 시대의 이념에 부합하는 사회, 정치에 관한 비판과 개혁을 전공했고 나중에 무신론에 귀의하게 된다.
1758년에는 아담 슈트루엔제와 마리아 도로테아 슈트루엔제(Maria Dorothea Struensee) 부부가 자녀 양육을 위해 자녀들과 함께 알토나로 이주했다. 요한 프리드리히 슈트루엔제는 알토나에서 사적 진료를 담당하는 의사로 근무했다. 1760년에는 그의 부모가 렌츠부르크로 이주했는데 그의 아버지였던 아담은 슐레스비히홀슈타인에서 주교, 총감독을 역임했다. 이 때부터 그는 처음으로 경제적인 자립에 들어가게 된다.

## 크리스티안 7세의 주치의
알토나에서 약 10년 동안 의사로 근무한 요한 프리드리히 슈트루엔제는 덴마크 왕실에서 한동안 소외되어 있던 덴마크 귀족들과 접촉했다. 이 가운데에는 계몽주의를 신봉했던 귀족인 에네볼 브란트(Enevold Brandt), 샤크 카를 란차우(Schack Carl Rantzau) 백작이 포함되어 있었다. 슈트루엔제는 1768년 4월에 덴마크 왕실의 주치의로 공식 임명되었으며 1768년 5월부터 1769년 1월까지 크리스티안 7세 국왕의 해외 순방에 동행했다.

## 권력자
슈트루엔제는 1770년부터 크리스티안 7세 국왕의 왕비였던 캐롤라인 마틸다(Caroline Matilda)의 정부가 되었다. 캐롤라인 마틸다는 원래 슈트루엔제를 싫어했지만 그의 뛰어난 재능을 발견하면서부터 애인 관계를 형성하게 된다.
슈트루엔제는 1770년 5월 5일에 왕실 고문(forelæser), 심의위원(konferensråd)으로 임명되었다. 같은 해 5월에는 덴마크의 왕세자였던 프레데리크(Frederik, 프레데리크 6세)의 종두에 성공했을 정도로 왕세자의 양육에 큰 영항력을 행사했고 왕세자에게는 장자크 루소가 제시한 자연 회귀론에 따른 계몽주의 교육을 시행했다.
덴마크 왕실과 정부는 1770년 여름에 슐레스타인홀슈타인에 궁궐을 차렸고 같은 해 9월 15일에는 크리스티안 7세 국왕이 요한 하르트비히 에른스트 폰 베른스토르프(Johann Hartwig Ernst von Bernstorff)를 파면시켰다. 슈트루엔제는 1770년 12월 18일에 추밀원 위원으로 임명되면서부터 권력을 행사했고 16개월 동안에 걸친 "슈트루엔제 시대"가 시작되었다.

## 정책 수행
슈트루엔제는 원래 배후에서 궁궐을 조종하는 역할을 했지만 1770년 12월에 대신들이 파면되면서 사실상 덴마크 왕실의 섭정이 되었다. 덴마크의 각종 정부 기관에서 제출한 모든 보고는 슈트루엔제를 거쳐 왕실에게 전달되었다. 크리스티안 7세는 자신의 책무에 거의 무관심했기 때문에 슈트루엔제가 제출한 보고서를 승인한 것처럼 재가할 수 있었다.
슈트루엔제는 크리스티안 7세 궁왕의 명의로 수많은 개혁 정책을 수행했다. 그가 처음 수행한 개혁 정책은 모든 부처의 장관 파면, 노르웨이 총독 폐지였다. 그 외의 개혁 정책으로는 고문 폐지, 비자유 노동 폐지, 언론 검열 폐지, 귀족에 관한 특권 폐지, 왕실의 귀족 정치 폐지, 지나친 공휴일 폐지, 덴마크의 식민지 안에서 노예 무역 금지, 대학교 개혁, 군대의 감축과 재조직, 농민을 대상으로 한 농지 분배, 부패 축소를 위한 사법 기구 설치, 뇌물 수수 행위 처벌, 비생산적인 제조업에 관한 국가의 지원 중단 등이 있다.
그의 개혁 정책은 1770년 12월 18일부터 1772년부터 1월 16일까지 13개월 동안 진행되었다. 이 과정에서 전달된 정부의 명령은 1,069통에 달했는데 이는 하루에 3통 이상의 명령이 전달된 셈이다. 그의 개혁 정책은 덴마크, 노르웨이의 관습을 고려하지 않았다는 비판을 받았다. 또한 덴마크어를 전혀 모르고 독일어를 구사했던 그는 모든 정책을 독일어로 수행했다.

## 교만과 분노
교만한 성격을 갖고 있던 그는 의도적으로 사람들에게 상처를 주는 행동을 했다. 또한 그는 공무원의 수를 줄이고 급여를 최대한 축소했지만 정작 자신은 왕실의 유흥에 돈을 투자했을 정도로 모순된 행동을 하기도 했다.
그의 개혁 정책에는 실패와 무리함이 있었지만 초반에는 중류층의 지지를 받았다. 그렇지만 슈트루엔제는 자신의 개혁 정책에는 흥미가 없었다. 게다가 크리스티안 7세 국왕은 정신 건강 문제로 인해 국정을 수행할 수 없었던 상태였다.
1771년 7월 14일에는 덴마크 내각이 그를 "비밀 관방장관"(gehejme kabinetsminister)으로 임명했는데 이는 국왕의 친서가 없어도 국왕의 칙령과 비슷한 힘을 갖는 내각의 명령이었다. 또한 슈트루엔제와 왕비 사이에서 일어난 부적절한 친밀 행동은 덴마크 왕실에 대한 모독으로 여겨졌다. 이를 계기로 그는 덴마크 국민들의 분노를 사게 되었다.

## 몰락과 처형
1771년 11월 30일에 스스로 백작으로 서임된 슈트루엔제는 수많은 정적들을 형성했다. 슈트루엔제와 에네볼 브란트, 캐롤라인 마틸다 왕비 일행은 1771년 여름에 코펜하겐 북쪽에 위치한 히르슈홀름 성에 거주했지만 1771년 11월 19일에 코펜하겐 서쪽에 위치한 프레데릭스보르 성으로 이주했다.
슈트루엔제 일행은 1772년 1월 8일에 크리스티안스보르 성으로 복귀했고 1월 16일에는 왕립 극장에서 첫 가면 무도회를 열었다. 슈트루엔제와 브란트, 캐롤라인 마틸다 왕비 일행은 1772년 1월 17일 새벽에 크리스티안스보르 성에 위치한 침실에서 전격 체포되었다. 이들은 왕법을 위반하여 국왕의 권력을 강탈한 혐의로 체포되었다.
슈트루엔제는 법정에서 자신을 변호하려고 했지만 시간은 그에게 점차 불리하게 진행되었다. 특히 캐롤라인 마틸다 왕비는 크론보르 성에서 죄수 신분으로 수감되었고 나중에 덴마크에서 추방당하고 만다. 슈트루엔제와 브란트는 1772년 4월 25일에 왕권을 강탈한 혐의로 교수척장분지형을 선고받았으며 4월 28일에 코펜하겐에서 처형되었다.